# Villedômain
Villedômain é uma comuna francesa na região administrativa do Centro, no departamento Indre-et-Loire. Estende-se por uma área de 16,71 km². Em 2010 a comuna tinha 119 habitantes (densidade: 7,1 hab./km²).